# 야타이

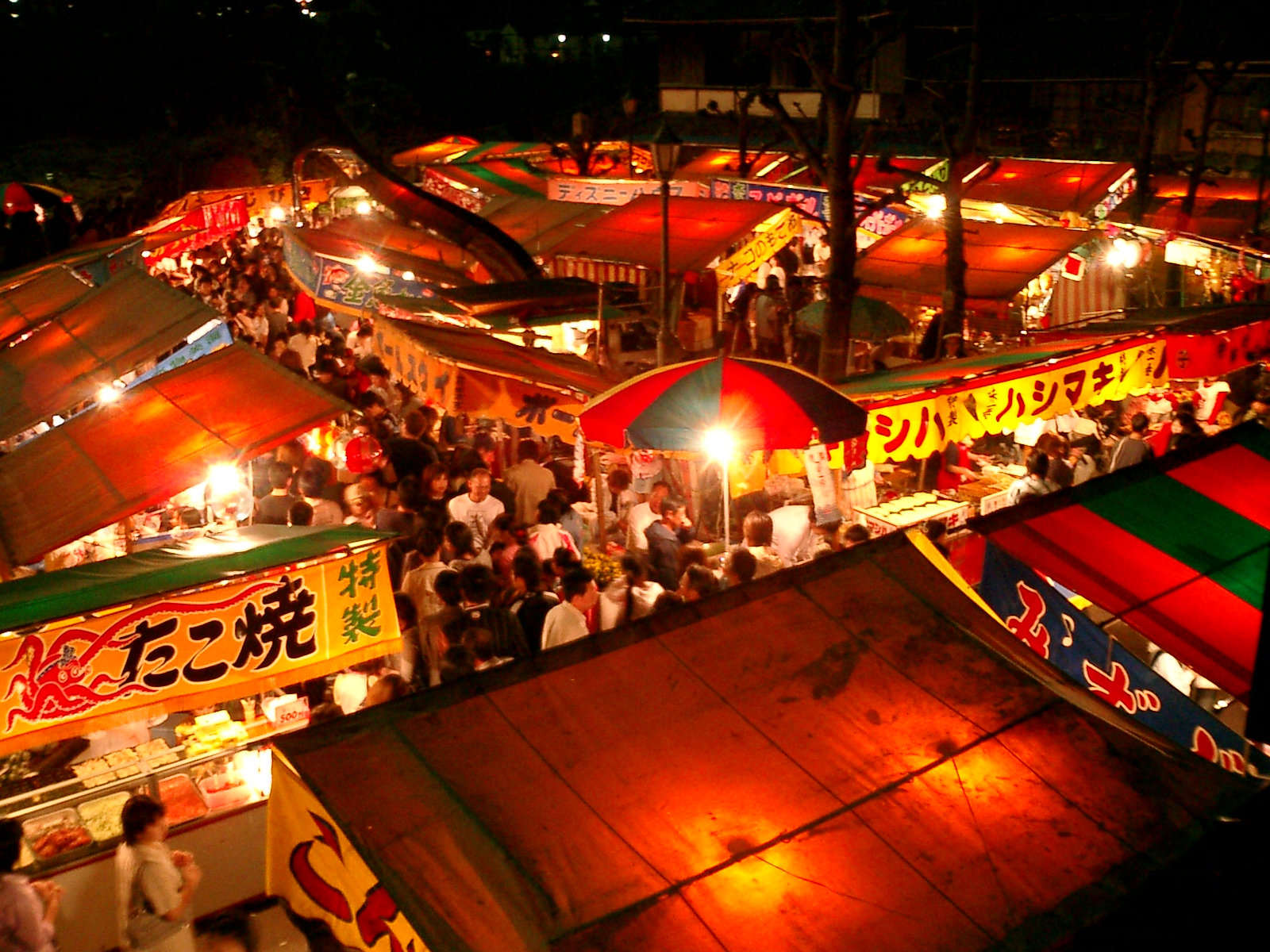
야타이

야타이(屋台)는 일본식 포장마차로 타코야키, 오코노미야키 등을 판다.

## 같이 보기
- 포장마차